# تپه قلعه سردار دادخداخان دهنو
تپه قلعه سردار دادخداخان دهنو مربوط به سده‌های میانه دوران‌های تاریخی پس از اسلام است و در شهرستان زهک، بخش مرکزی، ۱ک متری شمال شرقی روستای دهنو واقع شده و این اثر در تاریخ ۲۶ اسفند ۱۳۸۷ با شمارهٔ ثبت ۲۵۹۱۰ به‌عنوان یکی از آثار ملی ایران به ثبت رسیده است.